# Женева (кантон)
Женева  (фр. Genève, нім. Genf, італ. Ginevra, ромш. Genevra) — невеликий за площею франкомовний кантон на південному заході Швейцарії. Адміністративний центр — місто Женева. Кантон вважається республікою, суб'єктом швейцарської конфедерації.

## Географія
Кантон Женева — найзахідніший кантон Швейцарії, невеликий за площею, утворений довкола однойменного міста на березі Женевського озера, майже з усіх боків оточений територією Франції, на північному сході межує з кантоном Во. Основна водна артерія — річка Рона, що витікає з Женевського озера. Площа — 282 км².

## Історія
Ще за декілька тисячоліть до нашої ери на території Женеви існували поселення людей. З середини першого тисячоліття до н. е. тут існувало місто аллоброгів. Згодом воно було завойоване римлянами. У 58 р. до н. е. Юлій Цезар обороняв місто від гельветів.
З 400 р. Женева стала резиденцією єпископа. У 443 р. територія була захоплена бургундами.
У 1032 р. Женева входить до складу Священної Римської імперії.
До складу швейцарської конфедерації Женева увійшла після Віденського конгресу в 1815 році.